# Oměj zahradní
Oměj zahradní, někdy udáván jako oměj Störkův, (Aconitum × cammarum) je druh rostliny z čeledi pryskyřníkovité (Ranunculaceae).

## Popis
Jedná se asi o 60–200 cm vysokou vytrvalou rostlinu s podzemním vícehlavým oddenkem a řepovitými bulvami. Lodyha je lysá, nejvýše s ojedinělými chlupy v květenství, většinou přímá, v květenství větvená. Listy jsou střídavé, dolní dlouze řapíkaté, horní až přisedlé. Čepele jsou v obrysu mnohoúhelníkovité, dlanitě členěné, pětisečné, až dlanitě pětičetné, oboustranně lysé, na rubu lesklé. Květy jsou většinou modré až modrofialové, zřídka zcela bílé, často modrobílé, tedy v apikální části lístků modré, jinak bělavé, v bílé části někdy s modrým žilkováním, jsou uspořádány do květenství, hroznu někdy dole i postranní hrozen, květní stopky jsou lysé, jen na bázi se štětičkou chlupů, na bázi květních stopek s listeny, na květních stopkách jsou listénce. Okvětních lístků je 5, horní tvoří přilbu, která je vysoce klenutá. Kvete v červenci až v srpnu. Uvnitř jsou dva kornoutovité korunní lístky, které jsou lysé, na vrcholu nesou nektária. Tyčinek je mnoho, nitky jsou chlupaté. Semeníků je většinou 3–5. Plodem je měchýřek, měchýřky jsou uspořádány do souplodí. Protože se jedná o křížence, jsou měchýřky sterilní.

## Rozšíření
Jedná se o umělého zahradního křížence, ve volné přírodě jen jako pozůstatek kultury nebo po odhození vykopnuté rostliny aj. Pěstuje se jako okrasná rostlina.